# Balázs Ferenc-díj
A Balázs Ferenc-díjat az Erdélyi Magyar Közművelődési Egyesület 2001-ben alapította népművelők, pedagógusok számára.

## A díj
A díjat olyan személyek kaphatják, akik a közösségeikben közművelődés szervezéssel foglalkoznak, elsősorban felnőttképző tanfolyamokat szerveznek. A névadó Balázs Ferenc (1901–1937), unitárius lelkész, az 1930-as években első alkalommal szervezett népfőiskolai tevékenységet Erdélyben, az Aranyos-menti Mészkőn.

## Díjazottak
- Mészkői Unitárius Egyházközség(wd) (2020)[3]
- 2018-2019-ben nem adták ki a díjat
- Balázs Sándor (2017)
- Magyar Művelődési Intézet(wd) (2009)
- Calepinus Alapítvány (2007)
- Burus János (2006)
- Balla Zoltán (2005)
- Csomós Attila (2004)
- Garda Dezső (2003)
- Ábrám Zoltán (2002)
- Péter Károly (2001)